# Университет Шкода Авто
Университет ŠKODA AUTO (чеш. ŠKODA AUTO Vysoká škola) — высшее учебное заведение в городе Млада-Болеслав, Чехия. Было основано компанией «Škoda Auto» в 2000 году для подготовки высококвалифицированных кадров в области экономики и менеджмента производства автотранспорта. Это единственное высшее учебнoе заведение в Чешской Республике, основанное крупной международной компанией.
Выпускники проходят стажировку и трудоустраиваются на предприятиях немецкого концерна Volkswagen Group, в который наряду с «ŠKODA AUTO» входят: «Audi», «Porsche, «MAN» (Германия), «Seat» (Испания), «Bentley Motors» (Великобритания), «Bugatti» (Франция), «Lamborghini» (Италия) и Scania (Швеция).
У университета есть также филиал в Праге.

## Расположение
Кампус университета «ŠKODA AUTO» расположен в исторической части города Млада-Болеслав, в 50 км северо-восточнее Праги. С 2007 года вуз вошёл в состав образовательного центра На Кармели (чеш. Na Karmeli), открытого 20 сентября 2007 года. Образовательный центр образован несколькими историческими и современными зданиями. К исторической части относится костёл Св. Бонавентуры и бывший монастырь пиаристов, где в настоящее время размещена университетская библиотека и ряд учебных аудиторий. В современных постройках размещён непосредственно университет «ŠKODA AUTO».

## В настоящее время
С 2005 года университет участвует в европейской программе Erasmus, выпускники вуза обязаны владеть на уровне C1 (CEFR) по меньшей мере одним из иностранных языков стран с развивающимся автомобильным рынком: английским, немецким, русским или китайским. В 2012 году университет «ŠKODA AUTO» занял 1 место в рейтинге частных университетов Чехии.
По данным на 1 августа 2019 года в университете учились:
- 900 студентов очной формы обучения
- 234 студентов заочной формы обучения

## Поступление и сроки подачи документов
Зачисление на программы бакалавриата происходит один раз в год. Заявления на зимний семестр принимаются с декабря текущего года, а обучение начинается в сентябре следующего года. Зачисление на программы магистратуры возможно два раза в год — в феврале и в сентябре.

## Награды
Университет «ŠKODA AUTO» получил 22 марта 2009 года медаль Министерства образования, молодёжи и спорта Чехии (чеш. Ministerstvo školství, mládeže a tělovýchovy České republiky) за весомый вклад в систему высшего образования региона Млада-Болеслав.

## Учебные программы
Программы доступны на двух языках: английском и чешском.
Программы бакалавриата (3,5 года):
- Менеджмент торговли
- Логистика и управление качеством
- Финансовый менеджмент
- Управление персоналом
- Менеджмент производства
- Экономика предприятия и менеджмент IT

Программы магистратуры (2 года):
- Международный маркетинг
- Управление международными цепями поставщиков
- Финансы в международном предпринимательстве
- Международное предпринимательство и право
- Менеджмент производства
- Экономика предприятия и менеджмент IT

MBA программа (1,5-2 года):
- Международный менеджмент в автомобильной промышленности